# Autostrade in Portogallo
Elenco delle Autostrade del Portogallo:
- A1 Autoestrada do Norte: Sacavém (A12/A36) - Santarém (A15) - Leiria - Coimbra (A31) - A14 - Porto (A28)
- A2 Autoestrada do Sul: Lisbona - Setúbal (A12) - Marateca (A6/A13) - Grândola (A26) - Albufeira (A22)
- A3 Autoestrada Porto - Valença: Porto (A20) - Braga (A11) - Ponte de Lima (A27) - Valença - confine spagnolo
- A4 Autoestrada Porto - Amarante: Matosinhos (A28) - Águas Santas (A3) - A11 - Amarante - Vila Real (A24) - Braganza - Quintanilha - confine spagnolo
- A5 Autoestrada da Costa do Estoril: Lisbona - A36 - A9 - Estoril - Cascais
- A6 Autoestrada Marateca - Elvas: Marateca (A2/A13) - Évora - Elvas - Caia - confine spagnolo
- A7 Autoestrada Famalicão - Guimarães: Póvoa de Varzim (A28) - Vila Nova de Famalicão (A3) - Guimarães (A11) - Vila Pouca de Aguiar (A24)
- A8 Autoestrada do Oeste: Lisbona (A36) - A9 - Venda do Pinheiro (A21) - Óbidos (A15) - Leiria
- A9 Circular Regional Externa de Lisbona: Quebrada (A5) - Loures (A8) - Bucelas (A10) - Alverca do Ribatejo (A1)
- A10: Bucelas (A9) - Carregado (A1) - Benavente (A13)
- A11: Apúlia (A28) - Braga (A11) - Guimarães (A7) - Castelões (A4)
- A12: Sacavém (A1/A36) - Ponte Vasco da Gama - Montijo (A33) - A2 - Setúbal
- A13: Marateca (A2/A6) - Benavente (A10) - Almeirim (IC10)
- A14: Figueira da Foz - Coimbra (A1) - A31/IP3
- A15: Óbidos (A8) - Santarém (A1) - Almeirim (A13)
- A16: Lisbona - Lourel - Sintra (A37) - Alcabideche (A5)
- A17: Marinha Grande (A8) - Figueira da Foz (A14) - Mira - Aveiro (A25)
- A18: Torres Vedras - A10
- A19: Leiria Sul (A1) - Leiria Norte (IC2)
- A20 Circular Regional Interna do Porto: Carvalhos (A1) - A29 - A44 - Ponte do Freixo - Nó de Francos (A28)
- A21: Venda do Pinheiro (A8) - Mafra
- A22: Lagos - Portimão - Albufeira (A2) - Loulé - Tavira - Castro Marim - confine spagnolo
- A23: Torres Novas (A1) - Abrantes - Gardete - Castelo Branco - Covilhã - Guarda (A25)
- A24: Viseu (A25) - Lamego - Vila Real (A4) - A7 - Chaves - Vila Verde da Raia - confine spagnolo
- A25: Aveiro (A17) - Albergaria-a-Velha (A1) - Viseu (A24) - Guarda (A23) - Vilar Formoso - confine spagnolo
- A26: Sines - Santiago do Cacém - Grândola (A2)
- A27: Viana do Castelo (A28) - Ponte de Lima (A3) - Ponte da Barca
- A28: Porto (A1) - Póvoa de Varzim (A7) - Apúlia (A11) - Viana do Castelo (A27) - Caminha
- A29: Angeja (A25) - Estarreja - Ovar - Espinho (A41) - Gulpilhares (A44) - Porto (A20)
- A30: Sacavém (A12) - Santa Iria de Azóia (A1)
- A31: Coimbra Sul (A1) - Coimbra Norte (A14/IP3)
- A32: Argoncilhe (A41) - Carvalhos (A1)
- A33: Coina (A2) - A39 - Montijo (A12) - A13
- A34: A1 - Pombal (IC8)
- A35: Mira (A17) - Mealhada (A1) - Santa Comba Dão - Mangualde (A25)
- A36 Circular Regional Interna de Lisboa: Algés (A5) - Buraca (A37) - Pontinha - Sacavém (A1/A12)
- A37: Buraca (A36) - A9 - Sintra (A16)
- A38: Almada - A1 - Costa da Caparica
- A39: A33 - Barreiro
- A40: Olival de Basto (A36) - Montemor (A9)
- A41 Circular Regional Externa do Porto: Perafita (A28) - A3 - Ermida (A42) - Valongo (A4) - Aguiar de Sousa (A43) - Grijó (A1) - Espinho (A29)
- A42: Ermida (A41) - Paços de Ferreira - Lousada (A11)
- A43: Porto (A20) - Aguiar de Sousa (A41)
- A44: Gulpilhares (A29) - Coimbrões (A1) - Areinho (A20)